# Eridania
Eridania Italia S.p.A. è un'azienda italiana, controllata interamente dalla cooperativa agricola francese Cristal Union, specializzata nella produzione e commercializzazione di zucchero da barbabietola.
Il marchio Eridania è stato riconosciuto nel 2021 come marchio storico di interesse nazionale dal Ministero dello sviluppo economico italiano.

## Storia

### Fondazione ed espansione
Nel 1899 fu fondata a Genova la Società Anonima Eridania Fabbrica di Zuccheri, con l'obiettivo di produrre e commercializzare zucchero e prodotti affini in Italia. L'ispirazione per la denominazione societaria derivò dal Po, noto anticamente come Eridano. La società fu fondata con un capitale sociale di 2,5 milioni di lire da 12 azionisti, prevalentemente banchieri, commercianti e imprenditori, tra cui il Banco di Sconto e Sete e la società anonima La Codigoro di Giovanni Battista Negrotto, divenuta proprietaria di un ampio terreno a Codigoro, in Emilia, dove era in avanzato stato di realizzazione uno zuccherificio ad opera della Società anonima agricola Cirio di Francesco Cirio. Lo zuccherificio di Codigoro entrò in funzione proprio nel 1899, pur affrontando un avvio piuttosto difficoltoso, dovuto sia all'inesperienza dei lavoratori che a diverse controversie con la ditta che aveva installato i macchinari e con la società La Codigoro; lo stabilimento infatti era in grado di lavorare 3000 quintali di barbabietole da zucchero al giorno, contro una resa inizialmente prevista di 5000 quintali.
Nonostante le difficoltà economiche, la società inaugurò il 22 agosto 1900 un secondo stabilimento a Forlì, che consentì di chiudere un primo bilancio in positivo; contestualmente il consiglio di amministrazione elesse alla presidenza della società, ricoperta fin dalla fondazione dal dimissionario Davide Sancristoforo, l'imprenditore Giovanni Battista Figari, principale autore della ripresa economica di Eridania. Negli anni successivi la società si espanse considerevolmente, acquistando all'asta un terzo zuccherificio a Cecina e acquistando le azioni dello Zuccherificio Agricolo Ferrarese di Ferrara; la società partecipò inoltre nel 1904 alla costituzione dell'Unione Zuccheri, la prima associazione di categoria dell'industria saccarifera italiana, fondamentale per la stipula di accordi tra i vari protagonisti del settore.
Nel 1905 Eridania partecipò con cinque milioni di lire alla fondazione del Banco della Liguria e modificò poco dopo la denominazione in Eridania Società Industriale, per rimarcare l'intenzione di espandere i propri settori di attività. Fu così che nel gennaio 1906 fu fondata, con una partecipazione del 50%, la società anonima Cervisia per la produzione di birra, seguita nel febbraio dello stesso anno dalla società anonima Eternit per la produzione di pietra artificiale e poi dalla partecipazione al capitale sociale di numerose aziende, attive prevalentemente nella produzione di materiali da costruzione e nell'industria saccarifera (tra cui le società proprietarie di zuccherifici ad Ostiglia e Stanghella oltre che di diverse raffinerie). La floridità economica dell'azienda consentì di acquistare anche la maggioranza della Società Romana per la Fabbricazione degli Zuccheri di Max Bondi e Federico Schiaffino, proprietaria dello zuccherificio di Avezzano.

### Eridania Zuccherifici Nazionali
La grande crisi economica mondiale del 1928-29 produce una fase di concentrazione dell'industria italiana, a cui non si sottrae quella saccarifera. È il 1930 quando l'azienda si fonde con un altro colosso genovese del settore, gli «Zuccherifici Nazionali» che stanno già concentrando nelle proprie mani l'industria saccarifera che fa capo alla «Società industrie agricole Ligure Lombarda». Prende così vita la «Eridania Zuccherifici Nazionali», la quale controlla pure la «Distillerie Nazionali».
La fusione riesce perfettamente e, alla fine degli anni '30, gli ormai 28 stabilimenti controllati dall'Eridania sono in grado di produrre il 60% del fabbisogno nazionale di zucchero. Tale sviluppo, sotto la guida di Serafino Cevasco, entrato nella società come semplice funzionario per poi diventarne presidente, viene anche favorito dalla politica autarchica del regime fascista che perseguiva l'autonomia del Paese eliminando le importazioni dei beni di prima necessità dall'estero.
Pur pesantemente colpita dagli eventi bellici del secondo conflitto mondiale (solo 4 stabilimenti non sono danneggiati), già nel 1947, sotto la guida del nuovo presidente, Benedetto Acquarone,
nipote di Serafino Cevasco morto proprio quell'anno a 83 anni, l'azienda è in grado di riprendere la produzione, giungendo a regime nell'anno successivo.

### L'arrivo di Attilio Monti
Nel 1966 il petroliere Attilio Monti decide di investire forti capitali nella produzione dello zucchero ed acquista l'Eridania, fondendola con la "Saccarifera Lombarda", la "Emiliana Zuccheri", la "Saccarifera Sarda" e, nell'ottobre del 1967, anche assorbendo i quattro stabilimenti delle ex "Distillerie Italiane" di Sesto San Giovanni, Ferrara, Roma e Napoli.
Durante gli anni di gestione del "Gruppo Monti", in cui l'amministrazione e la presidenza vengono affidate a Giuseppe De André (padre del noto cantautore Fabrizio), braccio destro di Monti anche nell'editoria, si registra un forte aumento produttivo determinato da grandi evoluzioni tecnologiche aziendali, che però, uniti ai problemi derivanti dalla concorrenza creata dalla nascita del mercato unico europeo dello zucchero, causano anche una sensibile dismissione delle maestranze e la cessione di una quarantina di stabilimenti (ad esempio, quello "storico" di Forlì, nel 1970). Lo dirà lo stesso De André al settimanale Il Mondo: "Dal 1964 al 1980 abbiamo chiuso 41 impianti. Molti sono stati acquistati appositamente per essere chiusi e far confluire la loro capacità produttiva in quella dell'Eridania". In questo modo l'azienda arriva ad avere il 35% del mercato italiano.

### La cessione al gruppo Ferruzzi
Alla fine degli anni settanta, il Gruppo Monti decide di alienare le proprie attività industriali ed il controllo dell'Eridania viene ceduto, su suggerimento di uno dei più noti agenti di cambio della Borsa di Milano, Aldo Ravelli, a Serafino Ferruzzi. Alla sua morte, nel 1979, il Gruppo Ferruzzi viene guidato, d'intesa con gli eredi, dal genero Raul Gardini, che procede nella stessa politica di modernizzazione degli impianti e di chiusura degli stabilimenti obsoleti con il nuovo presidente Renato Picco il quale subentra a De André, dimessosi nel 1981 in disaccordo con le strategie di Gardini.
A metà degli anni ottanta Gardini conquista la Beghin Say, storica società francese fondata da Napoleone, quotata alla Borsa di Parigi e primo produttore francese di zucchero dopo avere tentato di scalarla già tre anni prima, quando era stato bloccato dall'intervento del presidente della Repubblica, Valery Giscard d'Estaing. Questa volta porta a termine l'operazione con l'appoggio di Jean Marc Vernes, banchiere e presidente-azionista della società francese. Nel 1992 inquadra l'Eridania nella controllata francese Beghin Say che nel corso degli anni diventerà Eridania Beghin Say: possiederà il 100% di Eridania S.p.A. e sarà guidata da Picco stesso.

### Coprob, cooperativa produttori bieticoli, Finbieticola e Seci
Lo sconvolgimento del Gruppo Ferruzzi, determinato dalle vicende dell'inchiesta giudiziaria meglio nota come "tangentopoli" e culminato con il suicidio di Raul Gardini, getta l'Eridania in una situazione precaria che verrà risolta con l'acquisizione, nel settembre 2001, operata dalla società Sacofin S.p.A. formata per i 2/3 del capitale da Cooperativa Produttori Bieticoli S.c.r.l. di Minerbio (BO) e Finbieticola (Finanziaria della Associazioni dei Bieticoltori) e per il restante terzo da Società Esercizi Commerciali Industriali S.p.A. (Gruppo Industriale Maccaferri), già proprietario degli zuccherifici Sadam, Società Anonima Distilleria Agricola Marchigiana nata nel 1936.

### Italia Zuccheri ed Eridania Sadam
Nel 2003, dopo la scissione tra i nuovi soci delle attività industriali (5 stabilimenti a Coprob/Finbieticola e 2 stabilimenti al Gruppo Maccaferri), vengono costituite:
- Italia Zuccheri S.p.A. (50% Coprob e 50% Finbieticola, ora 100% Coprob)
- Eridania Sadam S.p.A. (Seci, Gruppo Maccaferri) a cui va il marchio Eridania detenuto tuttora insieme agli altri marchi commerciali dei prodotti.

### La direttiva europea e la chiusura degli stabilimenti
Nel 2005 l'Unione Europea decide una drastica revisione della regolamentazione delle quote di produzione di zucchero. In base a queste nuove regole le società produttrici sono fortemente incentivate a restituire le quote contro una forte compensazione economica e quindi, di fatto, alla chiusura degli impianti produttivi. In Italia il Gruppo Coprob e Italia Zuccheri chiude 5 stabilimenti su 7 attivi, Eridania Sadam chiude 6 stabilimenti su 7 attivi, Società Fondiaria Industriale Romagnola S.p.A. dismette la produzione in tutti i suoi 3 zuccherifici. Rimangono attivi alla fine del processo di dismissioni solo 4 zuccherifici in tutta Italia di cui solo uno di Eridania Sadam.
Nel 2007 Eridania Sadam stipula un accordo commerciale con Tate & Lyle, grande produttore britannico di zucchero, per commercializzare e distribuire in Italia attraverso la nuova società Eridania Tate & Lyle, zucchero di produzione inglese.
Nel 2011 cambiano gli assetti societari di Eridania: esce come socio di minoranza la Tate & Lyle sostituita dai francesi di Cristal CO.

### L'uscita del Gruppo Maccaferri
Nel luglio 2016 il Gruppo Maccaferri, guidato da Gaetano Maccaferri, cede il controllo della società Eridania Italia SPA, che detiene il marchio Eridania, al Gruppo Cooperativo francese Cristal Union tramite la società commerciale Cristal CO.
Il Gruppo Maccaferri mantiene la proprietà dello zuccherificio di San Quirico (PR) che ritorna al marchio storico SADAM Eco Eridania.
Cristal Union acquisisce il marchio Eridania, lo stabilimento di confezionamento di Russi e la rete commerciale e distributiva italiana con sede a Bologna.

## Loghi

Logo utilizzato fino al 2019
Logo in uso dal 2019